# Renato Baldini
Pour les articles homonymes, voir Baldini.
Renato Baldini (né à Rome le 18 décembre 1921 et mort dans la même ville le 5 juillet 1995) est un acteur italien.

## Filmographie partielle
- 1943 : Harlem de Carmine Gallone
- 1949 : È primavera de Renato Castellani
- 1950 : Persiane chiuse de Luigi Comencini
- 1951 : Traqué dans la ville (La città si defende) de Pietro Germi
- 1952 : Le Passé d'une mère (Vedi Napoli e poi muori) de Riccardo Freda
- 1953 : La provinciale de Mario Soldati
- 1954 : Théodora, impératrice de Byzance de Riccardo Freda
- 1955 : Plus près du ciel (La catena dell'odio) de Piero Costa
- 1962 : La Fille à la valise (La ragazza con la valigia) de Valerio Zurlini
- 1962 : Il figlio di Spartacus de Sergio Corbucci
- 1962 : La Flèche d'or d'Antonio Margheriti
- 1963 : Les Sept Invincibles (Gli invincibili sette) d'Alberto De Martino
- 1964 : Les Géants de Rome (I giganti di Roma) d'Antonio Margheriti
- 1965 : Squillo de Mario Sabatini
- 1966 : Baraka sur X 13 de Maurice Cloche et Silvio Siano
- 1967 : Joe l'implacable (Joe l'implacabile) d'Antonio Margheriti : Nelson
- 1969 : La Mort sonne toujours deux fois (Blonde Köder für den Mörder) d'Harald Philipp
- 1970 : Une traînée de poudre, les pistoleros arrivent (Una nuvola di polvere... un grido di morte... arriva Sartana) de Giuliano Carnimeo
- 1971 : Au nom du peuple italien (In nome del popolo italiano) de Dino Risi
- 1971 : Armiamoci e partite! de Nando Cicero
- 1971 : Mallory 'M' comme la mort (Il mio nome è Mallory... M come morte) de Mario Moroni : Todd Harper
- 1972 : Un cas parfait de stratégie criminelle (Terza ipotesi su un caso di perfetta strategia criminale) de Giuseppe Vari
- 1974 : Di Tresette ce n'è uno, tutti gli altri son nessuno de Giuliano Carnimeo : directeur de la banque
- 1975 : Corruzione al palazzo di giustizia de Marcello Aliprandi
- 1975 : Un genio, due compari, un pollo de Damiano Damiani
- 1975 : Ursula l'anti-gang (Colpo in canna) de Fernando Di Leo
- 1975 : Colère noire (La città sconvolta: caccia spietata ai rapitori) de Fernando Di Leo